# Lara González Ortega
Lara González Ortega   (Santa Pola, 22 de febrer de 1992) és una jugadora d'handbol valenciana que juga al club romanès CS Rapid București i també forma part de la selecció espanyola.
L'any 2012 va competir per Espanya durant el Campionat del Món Júnior Femení. Amb el Metz va guanyar el campionat de la primera divisió francesa d'Handbol del 2013 i 2014.
Ha participat en quatre Jocs Olímpics, els darrers van ser els de París 2024.